# Svinjarec
Svinjarec je naseljeno mjesto u Republici Hrvatskoj u Zagrebačkoj županiji. 

## Zemljopis
Administrativno je u sastavu općine Dubrava. Naselje se proteže na površini od 4,93 km².

## Stanovništvo
Prema popisu stanovništva iz 2001. godine u Svinjarcu žive 63 stanovnika i to u 21 kućanstvu. Gustoća naseljenosti iznosi 12,78 st./km².
| broj stanovnika | 83    | 69    | 84    | 102   | 98    | 146   | 128   | 130   | 140   | 130   | 131   | 107   | 93    | 76    | 63    | 53    | 41    |
|                 | 1857. | 1869. | 1880. | 1890. | 1900. | 1910. | 1921. | 1931. | 1948. | 1953. | 1961. | 1971. | 1981. | 1991. | 2001. | 2011. | 2021. |